# Kristin Davis
Pour les articles homonymes, voir Davis.
Kristin Davis, née le 23 février 1965 à Boulder, dans le Colorado, est une actrice américaine.
C'est à la télévision qu'elle se fait connaître du grand public. Elle est révélée par le rôle de Brooke Armstrong Campbell dans Melrose Place (1995-1996), et connaît un important succès grâce au rôle de Charlotte York dans Sex and the City (1998-2004).
Elle s'est également illustrée dans les films : Raymond (2006), Sex and the City, le film (2008), Thérapie de couples (2010), Sex and the City 2 (2010), Voyage au centre de la Terre 2 (2012) et Un safari pour Noël (2019).

## Biographie

### Enfance et formation
Kristin Davis est l'enfant unique de parents divorcés alors qu'elle n'était encore qu'un bébé. Son beau-père, Keith Davis, est un professeur de psychologie ; il l'a adoptée après son mariage avec sa mère, Dorothy, une analyste de données universitaires, en 1968.
Elle découvre un intérêt pour le milieu du divertissement après avoir été choisie pour jouer dans une production de théâtre, Blanche-Neige et les Sept Nains. Elle est encore très jeune lorsque ses parents emménagent à Columbia (Caroline du Sud). Elle y vit jusqu’à l'obtention de son diplôme d'études secondaires et déménage par la suite dans le New Jersey pour fréquenter l'Université Rutgers.
Diplômée en arts et interprétation, en 1987, elle s'installe à New York et ouvre, dans un premier temps, un studio de yoga avec l'un de ses amis,.

### Carrière

#### DeMelrose PlaceàSex and the City: Révélation et succès  (1990-2004)

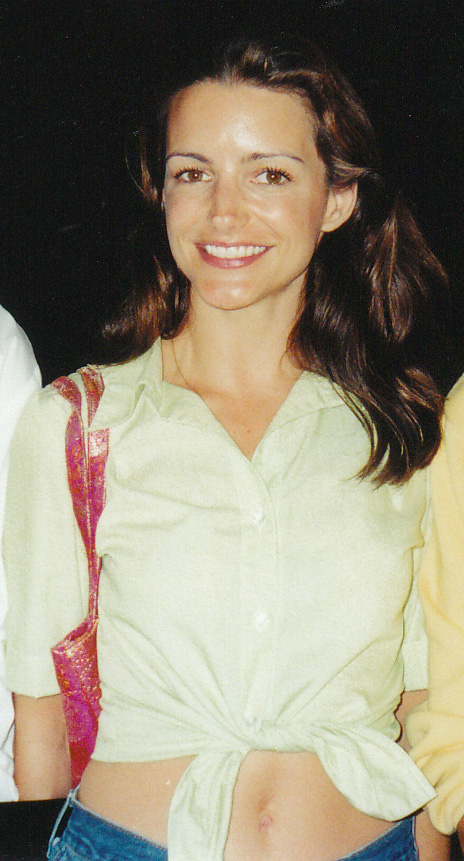
Kristin Davis lors de la soirée post-Emmy Awards, en 1999.

Elle a commencé sa carrière d'actrice sur les planches. Sa première audition est pour le film Les Accusés, mais c'est finalement Jodie Foster qui est sélectionnée par Jonathan Kaplan. Sa carrière télévisuelle commence en 1990. Elle obtient son premier grand rôle dans le soap-opera Hôpital central. Elle joue dans 23 épisodes diffusés en 1991.
Après quelques apparitions dans des séries à succès comme Dr. Quinn (1994) ou Urgences (1995), elle rejoint la distribution principale de la série à succès Melrose Place, ce qui la révèle au grand public. Elle participe aux 11 derniers épisodes de la troisième saison, où elle est liée sentimentalement au personnage central de Billy Campbell incarné par Andrew Shue. Elle devient régulière pour la saison suivante, mais n'est pas renouvelée au-delà car les scénaristes ne savaient pas quoi faire de son personnage de garce peu appréciée des fans de la série,.
Elle enchaîne donc les téléfilms et les apparitions dans des séries pendant quelques années - parmi eux, le téléfilm catastrophe Atomic Train, où elle tient le rôle de Megan Seger, la femme d'un agent fédéral incarné par Rob Lowe. Ou encore, en 1997, deux épisodes de la très populaire sitcom Seinfeld, où elle peut aussi montrer ses talents comiques.
L'année 1998 va lui permettre de confirmer dans ce registre.
En juin 1998, est lancée par la chaîne HBO la série Sex and the City, qui raconte les aventures sentimentales et sexuelles de quatre new-yorkaises de 30-40 ans. Davis y incarne la coincée et snob Charlotte York, un rôle qui lui apportera une célébrité mondiale - avec une apparition en tant que guest-star dans la sitcom Friends en 2000 - ainsi qu'une reconnaissance critique, avec notamment en 2004, une nomination aux Emmy Awards pour son interprétation dans la sixième et dernière saison, diffusée en 2004. La même année, elle est aussi en lice pour le Golden Globe de la meilleure actrice dans un second rôle dans une série, une mini-série ou un téléfilm.
En 2002, elle figure à la quarante-deuxième position du classement des 100 femmes les plus sexy du monde, selon le magazine Stuff.
En 2004, juste après l'arrêt de Sex and the City, elle décroche l'un des premiers rôles du téléfilm familial Un ticket pour le paradis, nommé lors des Young Hollywood Awards et lors des Primetime Emmy Awards.
Les années suivantes, l'actrice va entretenir cette image pétillante, rêveuse et romantique qui lui est attachée depuis Charlotte York.

#### Séries télé, téléfilms et cinéma (depuis 2005)

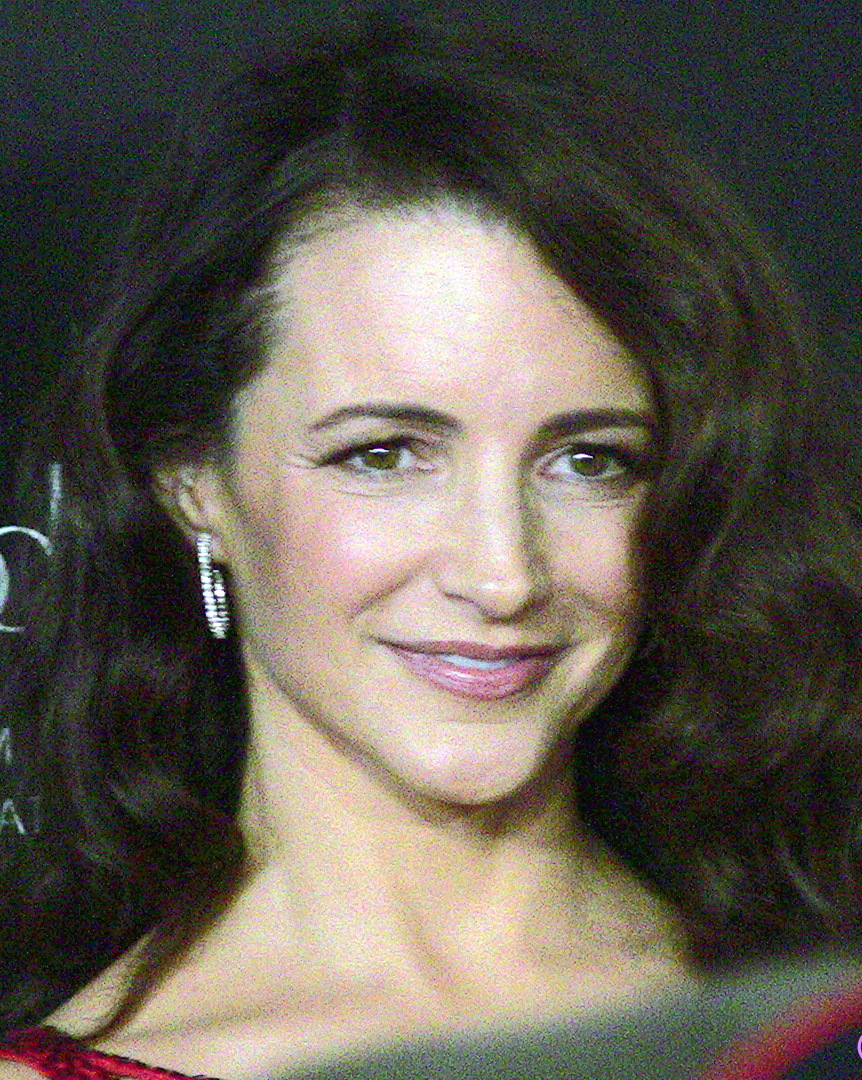
Lors de l'avant première de Sex and the City, le film, à Berlin, en 2008.

En 2005, elle joue un rôle secondaire dans le film d'action pour enfants, Les Aventures de Shark Boy et Lava Girl, mais cette production est très mal reçue par la critique. La même année, elle fait face au rejet du pilote de sa nouvelle série, Soccer Moms.
En juillet 2006, elle est élue « femme la plus belle du monde » par différents magazines américains, alors qu'elle devient l'égérie de la marque de shampoings Head & Shoulders. Cette année-là, elle est à l'affiche de deux productions familiales : les comédies Raymond avec Tim Allen et Voisin contre voisin aux côtés de Danny DeVito, Matthew Broderick et Kristin Chenoweth.
En 2008, puis 2010, elle retrouve son personnage pour les deux suites cinématographiques données à la série : Sex and the City, le film et Sex and the City 2, qui en dépit d'une réception critique controversée, rencontrent toutes deux le succès au box-office. En 2017, l'actrice qui était partante à l'idée d'un troisième volet voire d'un reboot, exprime sa forte déception face à l'abandon du projet en raison des conflits rencontrés avec l'actrice Kim Cattrall.
En 2009, elle fait partie de la distribution chorale de la comédie romantique potache Thérapie de couples, réalisée par Peter Billingsley. L'année suivante, elle monte sur les planches à Broadway pour une pièce.
En 2012, elle est la vedette du téléfilm dramatique Une sœur aux deux visages, qui lui vaut une citation au titre de meilleure actrice de télévision, et au cinéma, elle joue la mère de Josh Hutcherson dans le film d'aventures Voyage au centre de la Terre 2 : l'Île mystérieuse avec Dwayne Johnson et Vanessa Hudgens en vedette.
Côté télévision, elle tente un comeback en 2014, en faisant partie du casting de la série télévisée comique Bad Teacher, adaptation télévisuelle de la comédie à succès, du même nom, portée par Cameron Diaz. Elle y incarne Ginny Taylor-Clapp, une professeure de collège sérieuse et autoritaire. La série est un échec et disparaît au bout de treize épisodes. Elle repart donc au théâtre pour jouer dans une adaptation du film Liaison fatale aux côtés de Natascha McElhone, popularisée par Californication.
En 2016, elle porte le téléfilm de Noël, Un Noël paradisiaque, dans lequel elle donne la réplique à Shirley MacLaine,. Trois ans plus tard et vingt ans après Atomic Train, elle retrouve Rob Lowe pour un drame romantique intitulé Christmas in the Wild.

### Vie privée

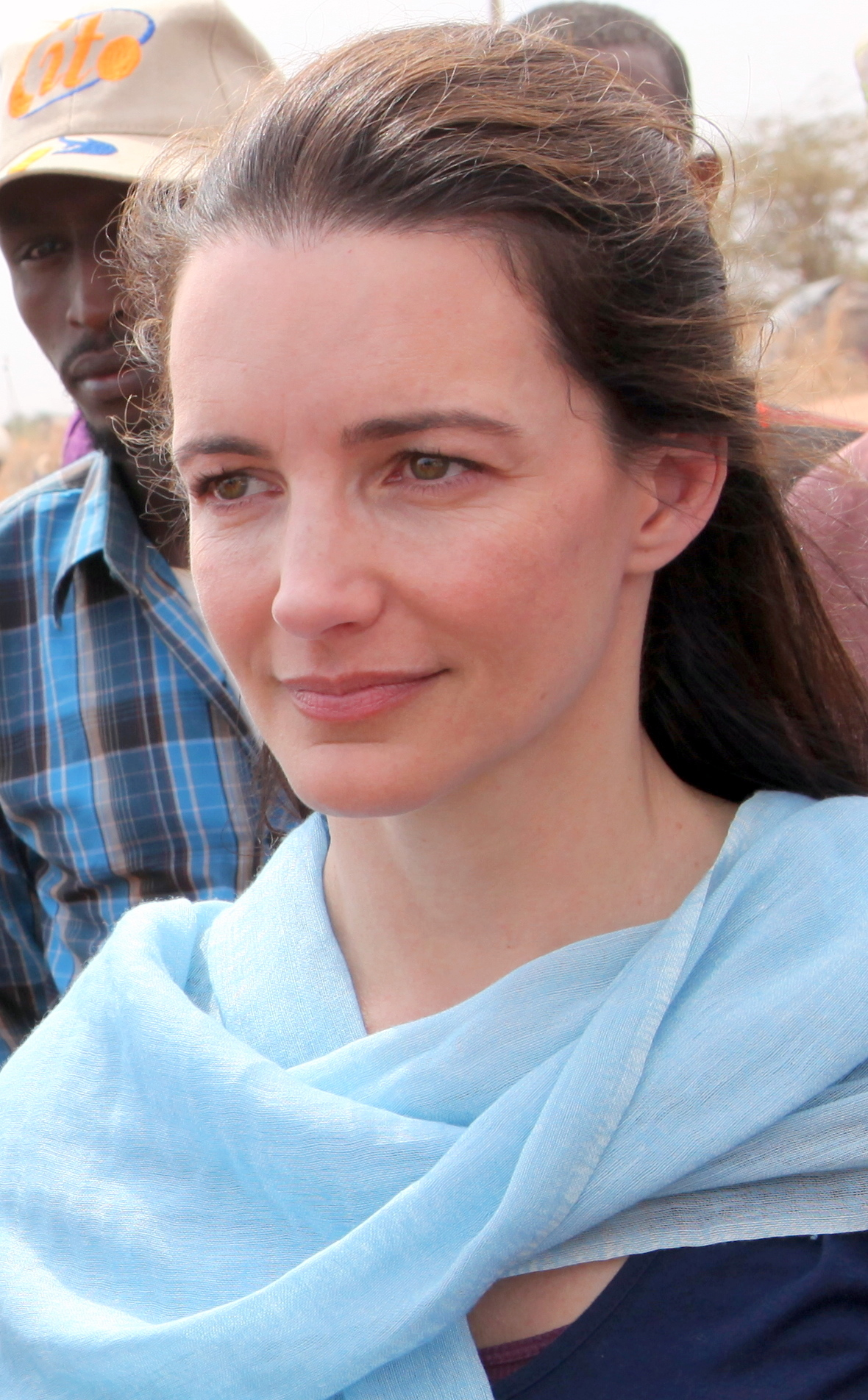
En tant qu'ambassadrice d'Oxfam International, elle visite un camp de réfugiés, au Kenya, en 2011.

C'est une proche amie de Gloria Steinem. Elle est également très liée avec ses partenaires de Sex and the City, Sarah Jessica Parker et Cynthia Nixon.
Côté vie privée, l'actrice, jamais mariée, adopte en octobre 2011 une petite fille afro-américaine, prénommée Gemma Rose. En 2018, l'actrice adopte un second enfant, un garçon,,.
Au début des années 2000, elle fréquente l'acteur Alec Baldwin. Elle fut en couple avec le démocrate Tom Burroughs, ainsi que le comédien Liev Schreiber et a également avec le scénariste Aaron Sorkin.
En juillet 2011, en tant qu'ambassadrice d'Oxfam, elle visite un camp de réfugiés de Dadaab au Kenya .
En 2017, alors qu'elle vient d'être choisie pour devenir l'ambassadrice de la marque de soins capillaires Junee Brands, spécialisée dans la vente de produits augmentant le volume des cheveux, l'actrice évoque la perte de ses cheveux dont elle est progressivement victime au fil des années,,.
La même année, engagée aux côtés de l'ONU et toujours au sein de l'association caritative Oxfam, elle s'oppose au décret anti-immigration de Donald Trump. Elle ajoute être très inquiète face à la montée du racisme aux États-Unis à la suite de l'élection du 45e président des États-Unis.
En fin d'année 2018, l'actrice révèle lors d'une interview que le tournage et le succès de la série Sex and the City lui a permis de ne pas sombrer dans la toxicomanie et l'alcoolisme,,.

## Filmographie

### Cinéma

#### Court métrage
- 1998 : Traveling Companion de Paula Goldberg : Annie

#### Longs métrages
- 1988 : Doom Asylum de Richard Friedman : Jane
- 1995 : Neuf mois aussi (Nine Months), de Chris Columbus : Gardien de Tennis
- 1998 : Sour Grapes, de Larry David : Riggs
- 2005 : Les Aventures de Shark Boy et Lava Girl (The Adventures of Sharkboy and Lavagirl in 3-D), de Robert Rodriguez : la mère de Max
- 2006 : Raymond (The Shaggy Dog), de Brian Robbins : Rebecca Douglas
- 2006 : Voisin contre voisin (Deck the Halls), de John Whitesell : Kelly
- 2008 : Sex and the City, le film (Sex and the City), de Michael Patrick King : Charlotte York
- 2010 : Thérapie de couples (Couples Retreat), de Peter Billingsley : Lucie
- 2010 : Sex and the City 2, de Michael Patrick King : Charlotte York
- 2012 : Voyage au centre de la Terre 2 de Brad Peyton : Liz Anderson
- 2021 : Deadly Illusions d'Anna Elizabeth James : Mary Morrison (Netflix)
- 2024 : Cash Out de Randall Emmett : Amelia Decker

### Télévision

#### Séries télévisées
- 1991 : Hôpital central : Betsy Chilson (23 épisodes)
- 1992 : Mann and Machine : Cathy (1 épisode)
- 1993 : The Larry Sanders Show : Bri (2 épisodes)
- 1994 : Docteur Quinn, femme médecin (saison 3 épisode 10) : Carey McGee (saison 3, épisode 10)
- 1995 : Urgences (ER) : Leslie (saison 1, épisode 14)
- 1995  : Melrose Place : Brooke Armstrong Campbell (32 épisodes)
- 1997 : The Single Guy : Leslie (1 épisode)
- 1997 : Seinfeld : Jenna (2 épisodes)
- 1998 - 2004 : Sex and the City : Charlotte York (94 épisodes)
- 2000 : Friends : Erin (saison 7, épisode 7)
- 2000 : Grosse Pointe : elle-même (saison 1, épisode 14)
- 2004 : Will et Grace : Nadine (saison 7, épisode 7)
- 2004 - 2009 : Miss Spider : Miss Spider (voix, 35 épisodes)
- 2005 : Soccer Moms de Mark Piznarski : Brooke (pilote non retenu[6])
- 2014 : Bad Teacher : Ginny Taylor-Clapp (saison 1, 13 épisodes)
- 2021 : And Just Like That... : Charlotte York-Goldenblatt

#### Téléfilms
- 1991 : N.Y.P.D. Mounted de Mark Tinker : une jeune fille
- 1995 : Alien Nation: Body and Soul de Kenneth Johnson : Karina Tivoli
- 1996 : Fausses Apparences (The Ultimate Lie) de Larry Shaw : Claire McGrath
- 1997 : A Deadly Vision de Bill Norton : Babette Watson
- 1999 : Atomic Train, de Dick Lowry et David Jackson  : Megan Seger
- 2000 : Take Me Home: The John Denver Story de Jerry London : Annie Denver
- 2000 : Blacktop, de Meat Loaf : Sylvia
- 2001 : Someone to Love de Nathaniel Weiss : Lorraine
- 2001 : Trois jours pour aimer de Michael Switzer : Beth Farmer
- 2004 : Un ticket pour le paradis de John Kent Harrison : Mandy
- 2012 : Une sœur aux deux visages (Of Two Minds) de Jim O'Hanlon : Billie Clark (également co productrice exécutive)
- 2016 : Un Noël Paradisiaque (A Heavenly Christmas) de Paul Shapiro : Eve
- 2019 : Un safari pour Noël (Christmas in the Wild) d'Ernie Barbarash : Kate Conrad (Netflix)

## Théâtre
Sauf indication contraire ou complémentaire, les informations mentionnées dans cette section proviennent de la base de données IBDb.
- 2012 : Gore Vidal's The Best Man
- 2014 : Liaison Fatale[12],[3],[29],[30]

## Voix francophones
En France, Élisabeth Fargeot est la voix française régulière de Kristin Davis. 
Au Québec, Viviane Pacal est la voix québécoise récurrente de l'actrice. 
En France
| - Élisabeth Fargeot dans : - Melrose Place (série télévisée) - Sex and the City (série télévisée) - Atomic Train (téléfilm) - Friends (série télévisée) - Les Trois Prochains jours (téléfilm) - Will et Grace (série télévisée) - Voisin contre voisin - Sex and the City, le film - Thérapie de couples - Sex and the City 2 - Voyage au centre de la Terre 2 - Un safari pour Noël - And Just Like That... (série télévisée) | et aussi - Céline Mauge dans Fausses Apparences (téléfilm) - Agathe Schumacher dans Les Aventures de Shark Boy et Lava Girl - Véronique Desmadryl dans Raymond - Sarah Marot dans Prémonitions (téléfilm) |

Au Québec
| - Viviane Pacal dans : - Sexe à New York - Couples en vacances - Sexe à New York 2 - Le 2e Voyage : L'Île mystérieuse - Valérie Gagné dans : - Quelle vie de chien - À vos marques, prêts, décorez | et aussi - Johanne Leveillé dans Moi, papa !? - Brigitte Paquette dans Les Aventures de Shark Boy et Lava Girl en 3-D |

## Distinctions

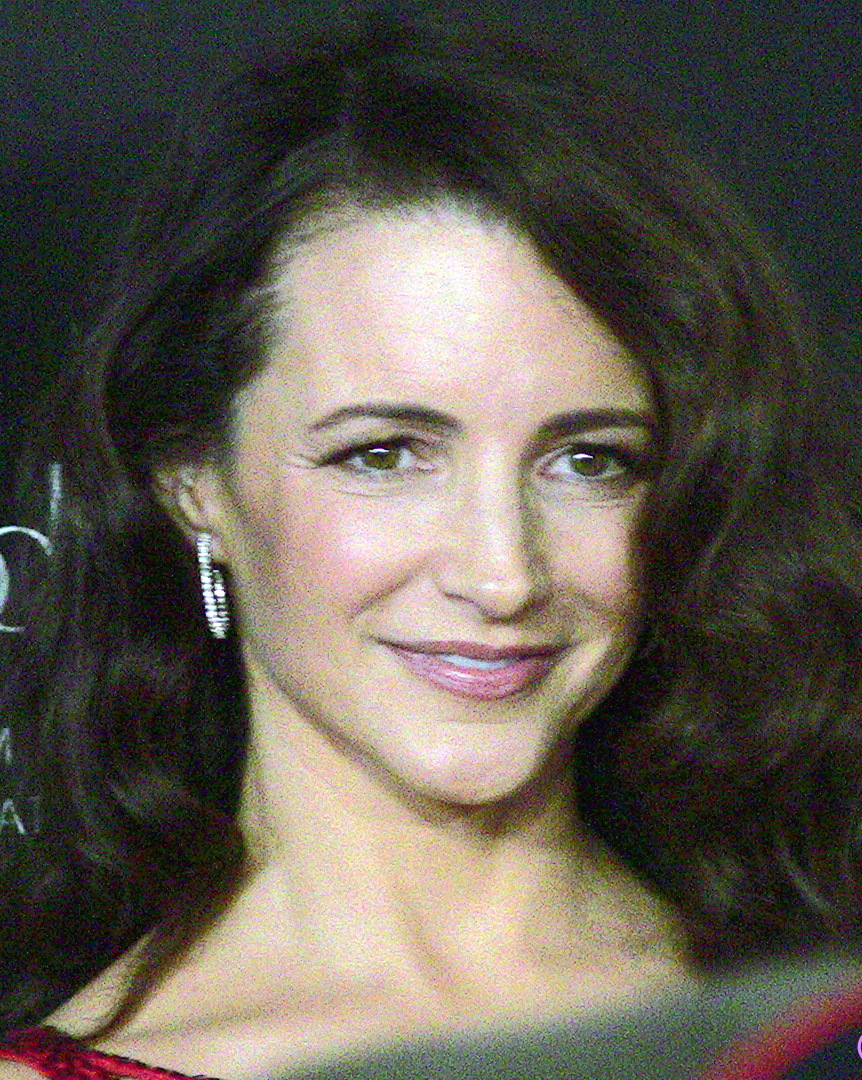
Aux Hollywood Style Awards 2011.

Sauf indication contraire ou complémentaire, les informations mentionnées dans cette section proviennent de la base de données IMDb.

### Récompenses
- Women in Film Lucy Awards 1999 : Lucy Award[36]
- Screen Actors Guild Awards 2002 : meilleure distribution pour une série télévisée comique dans Sex and the City (1998-2004)[36].
- Screen Actors Guild Awards 2004 : meilleure distribution pour une série télévisée comique dans Sex and the City (1998-2004)[36].
- ShoWest Convention 2010 : Ensemble Award de la meilleure distribution pour Sex and the City 2 (2011)[36]
- Razzie Awards 2011 : Pire actrice pour Sex and the City 2 (2011)[36],

### Nominations
- American Comedy Awards 2000 : meilleure actrice dans un second rôle dans une série télévisée pour Sex and the City (1998-2004).
- Screen Actors Guild Awards 2001 : meilleure distribution pour une série télévisée comique dans Sex and the City (1998-2004)[37].
- Screen Actors Guild Awards 2003 : meilleure distribution pour une série télévisée comique dans Sex and the City (1998-2004)[37].
- Golden Globes 2004 : meilleure actrice dans un second rôle dans une série, une mini-série ou un téléfilm pour Sex and the City (1998-2004).
- Gold Derby Awards 2004 : meilleure actrice dans un second rôle dans une série télévisée comique pour Sex and the City (1998-2004).
- Online Film & Television Association 2004 : meilleure actrice dans un second rôle dans une série télévisée comique pour Sex and the City (1998-2004).
- Primetime Emmy Awards 2004 : meilleure actrice dans un second rôle dans une série télévisée comique pour Sex and the City (1998-2004).
- Screen Actors Guild Awards 2005 : meilleure distribution pour une série télévisée comique dans Sex and the City (1998-2004)[37].
- People's Choice Awards 2009 : meilleure distribution dans un film pour Sex and the City (2008), nomination partagée avec Sarah Jessica Parker, Kim Cattrall, Cynthia Nixon et Chris Noth.
- Women's Image Network Awards 2012 : meilleure actrice dans un téléfilm pour Une sœur aux deux visages